# One Flew Over the Cuckoo's Nest (novela)
One Flew Over the Cuckoo's Nest (en español Alguien voló sobre el nido del cuco o Atrapado sin salida) es una novela escrita por el autor estadounidense Ken Kesey. La novela está ambientada en un hospital psiquiátrico en Oregón. Fue escrita en 1959 y no fue publicada hasta 1962. En 1975 se realizó una adaptación cinematográfica, la cual ganó cinco premios Óscar. La revista Time incluyó la novela en su lista de las 100 mejores novelas escritas en inglés entre 1923 y 2005. La novela fue adaptada en una obra de Broadway por Dale Wasserman en 1963.

## Antecedentes
One Flew Over the Cuckoo's Nest fue producto de las experiencias de Kesey cuando trabajaba como enfermero en el turno nocturno de un hospital psiquiátrico en Menlo Park (California). Allí no solo tuvo oportunidad de interactuar con los pacientes y presenciar las operaciones de la institución, sino que también ingirió psicotrópicos (peyote y LSD) como parte de la Operación MK Ultra.

## Resumen del argumento
La novela es narrada por «Chief» Bromdem, un corpulento pero dócil amerindio, quien ha fingido ser mudo y sordo por varios años. Sin embargo, la historia se centra en Randle McMurphy, un rebelde que ha sido transferido al hospital desde una prisión de trabajos forzados. Después de haber sido hallado culpable de agresión, McMurphy finge estar loco para cumplir su condena en el hospital. El asilo de la novela está basado en el antiguo asilo de Pendleton (Oregón), el Eastern Oregon Correctional Institution actualmente. El ala del hospital en la que se encuentran está administrada, con poca supervisión médica, por la enfermera Ratched y tres enfermeros afroamericanos.
McMurphy antagoniza con la enfermera Ratched constantemente y altera su rutina. McMurphy administra una mesa de cartas, capitanea el equipo de baloncesto del ala, hace comentarios sobre el cuerpo de Ratched, incita a los otros pacientes para que se haga una votación para poder ver la Serie Mundial en la televisión y organiza un viaje de pesca. Una noche, Chief le revela a McMurphy que puede hablar y escuchar. McMurphy continúa desafiando la autoridad de Ratched hasta que por un disturbio después del viaje de pesca, McMurphy y Chief son enviados al ala de terapia electroconvulsiva, pero ni siquiera esto logra controlar el comportamiento del rebelde.
Un noche, después de sobornar al guarda nocturno, McMurphy trae varias botellas de licor y dos prostitutas al hospital y persuade a una para que seduzca a Billy Bibbit, un paciente tímido y tartamudo con poca experiencia con las mujeres. Aunque McMurphy planea escapar antes de que lleguen los enfermeros del turno de día, todos se duermen y los enfermeros encuentra el ala hecha un desastre. La enfermera Ratched descubre a Billy y a la prostituta durmiendo juntos y lo reprende. Sin embargo, Billy responde sin tartamudear, pero cuando Ratched lo amenaza con decirle a su madre lo que ha visto, Billy sufre un colapso emocional y se suicida en la oficina del doctor. Ratched culpa a McMurphy por lo sucedido, pero él furioso, la ataca y trata de estrangularla. Ratched es rescatada por los enfermeros y McMurphy es trasladado al ala de pacientes perturbados.
La enfermera Ratched no trabaja durante una semana debido a sus lesiones por lo que muchos pacientes aprovechan para transferirse a otras alas o para salirse del hospital. Cuando regresa, no puede hablar por lo que ha perdido su arma más potente para controlar a los pacientes (su voz). Cuando McMurphy es traído de vuelta, Chief está prácticamente solo en el ala. McMurphy ha recibido una lobotomía y permanece en un estado vegetativo. Chief se da cuenta de que si permite a los demás pacientes verlo así, Ratched lograría vencerlos, por lo que decide asfixiarlo con una almohada. Después de esto, Chief rompe una ventana y escapa para regresar a las tierras de su tribu junto al río Columbia.